# Зубов, Виталий Павлович
Виталий Павлович Зубов — российский химик, заслуженный деятель науки РФ, лауреат премий им. С. В. Лебедева АН СССР (1984), им. М. М. Шемякина РАН (1999).
Родился 07.08.1937.
Окончил химический факультет МГУ им. М. В. Ломоносова в 1959 г, оставлен на кафедре высокомолекулярных соединений в должности ассистента, одновременно учился в аспирантуре. В 1963 г. защитил кандидатскую диссертацию на тему «Полимеризация нитрилов и ацетона».
С 1971 г. доктор химических наук, диссертация:
- Эффекты комплексообразования в радикальной полимеризации : диссертация … доктора химических наук : 02.00.00. — Москва, 1970. — 426 с. : ил.

С 1985 г. работает в МИТХТ им. М. В. Ломоносова, профессор кафедры химии и технологии высокомолекулярных соединений.
Написал учебный курс «Полимерные материалы для биологии, биотехнологии и медицины», организовал на кафедре специализацию «Химическая технология полимеров для биологии и медицины» и «Химическая технология полимерных материалов для электроники».
Зав. лабораторией полимеров для биологии ИБХ РАН.

## Научные интересы
- кинетика и механизм радикальной полимеризации,
- реакции синтеза и химических превращений полимеров,
- технология высокомолекулярных соединений биомедицинского назначения, полимеров для электронной техники.

## Научные достижения
- открыл и исследовал кинетические и термодинамические эффекты комплексообразования в реакциях полимеризации, разработал фундаментальные представления о механизме чередующейся радикальной полимеризации, о кинетических закономерностях полимеризации поверхностно-активных и липидоподобных мономеров в монослоях, липосомах, мицеллах.
- разработал в области полимеров биомедицинского назначения серию принципиально новых композиционных сорбентов для хроматографии биополимеров путем проведения реакций в адсорбционных слоях неорганических матриц.
- разработал новые системы для иммуно- и гибридизационного анализа, основанные на полимерных дисперсиях и мембранах.
- разработал новые методы капсулирования живых клеток и ферментов в термообратимых гидрогелях.

Автор (соавтор) более 300 научных работ (в том числе двух монографий), более 100 изобретений.
Сочинения:
- Комплексно-радикальная полимеризация / В. А. Кабанов, В. П. Зубов, Ю. Д. Семчиков. — М. : Химия, 1987. — 253,[1] с. : ил.; 20 см.

Подготовил 8 докторов и 45 кандидатов наук.
Заслуженный деятель науки РФ, лауреат премий им. С. В. Лебедева АН СССР (1984), им. М. М. Шемякина РАН (1999). Награждён почетным дипломом Массачусетского университета США (1976) и медалью Федерации европейских химических обществ (1989).